# Prison Sex
«Prison Sex» (с англ. — «Тюремный секс») — песня американской метал-группы Tool и второй сингл с их дебютного альбома Undertow. Вокалистом Мэйнардом Джеймсом Кинаном был написан текст песни. Он посвящён циклу домашнего насилия: люди, подвергшиеся сексуальным домогательствам в молодости, гораздо чаще сами становятся насильниками в более позднем возрасте, чем те, кто никогда не подвергался насилию. В песне присутствует «анти-кульминационная» кода, в которой запоминающиеся куплеты и припевы растворяются в несвязанной, тихой финальной части.

## Музыкальное видео
Во время создания альбома Undertow гитарист группы Адам Джонс работал в Голливуде над гримом и созданием спецэффектов, включая такие фильмы, как «Терминатор 2: Судный день» и «Парк юрского периода», и хотел использовать свои навыки в создании музыкальных видео для своей группы. До этого он поставил клип к первому синглу с альбома, «Sober», выполненный в стиле покадровой анимации. В том же стиле было решено создавать видео к «Prison Sex». Однако когда представители Zoo Entertainment узнали об этих планах, они попросили Джонса не снимать ещё одно кукольное видео, особенно если в нём не снимались участники группы. На это гитарист ответил, что до этого между группой и лейблом был уговор на полный творческий контроль музыкантов в своём творчестве. В конце концов лейбл смирился с требованиями Джонса.
Видео продолжает идеи текста песни о цикле домашнего насилия, используя мрачные метафоры о том, что человека физически и умственно разобрали, а затем бросили. Видео не содержит сцен насилия или секса, вместо этого клип показывает антропоморфных существ. Клип начинается с показа женского чёрного существа, которое издевается и калечит безногую куклу, заключённую в цементном ящике. В какой-то момент кукла видит летающую вокруг неё осу, ловит её в банку и осознаёт, что теперь она тоже способна на жестокость.
Джонс начал работу над клипом с Фредом Штуром, который был режиссёром видео к «Sober». Они приступили к съёмкам в январе 1994 года. После их завершения Джонс обратился к своему другу Кену Эндрюсу, фронтмену группы Failure и по совместительству видеорежиссёру, для работы над монтажом отснятого материала. В течение недели музыканты смонтировали клип и отправили его лейблу. Видео широко хвалили за его художественные решения и инновационность.

## Скандалы вокруг песни
С выпуском в 1993 году сингла «Prison Sex» и позже видеоклипа на него, MuchMusic поставили группу «под сомнение», посчитав видео слишком тяжёлым для восприятия и оскорбительным, позже посвятив ему эпизод свое шоу Too Much 4 Much.
MTV прекратило трансляцию видео «Prison Sex» после нескольких просмотров из-за его символизма, изображающего деликатную тему жестокого обращения с детьми. Несмотря на это, оно получило номинацию на MTV Video Music Awards за лучшие визуальные эффекты. Мейнард Джеймс Кинан, написавший тексты песен, на концертах совершенно ясно заявлял о своей неприязни к отчиму.
Перед живым выступлением «Prison Sex» 29 ноября 1996 года в Монреале, Кинан заявил: «Эта песня о признании, идентификации, цикле насилия внутри себя. Это первый шаг процесса: осознание, идентификация. Следующий шаг — проработать это. Но эта песня о первом шаге в этом процессе, признании».

## Список композиций
| №  | Название                       | Длительность |
| -- | ------------------------------ | ------------ |
| 1. | «Prison Sex»                   |              |
| 2. | «Undertow» (концертная запись) |              |
| 3. | «Opiate» (концертная запись)   |              |
| 4. | «Prison Sex» (радио-версия)    |              |

| №  | Название                          | Длительность |
| -- | --------------------------------- | ------------ |
| 1. | «Prison Sex»                      |              |
| 2. | «Intolerance» (концертная запись) |              |
| 3. | «Undertow» (концертная запись)    |              |
| 4. | «Opiate» (концертная запись)      |              |

| №  | Название                          | Длительность |
| -- | --------------------------------- | ------------ |
| 1. | «Prison Sex»                      |              |
| 2. | «Intolerance» (концертная запись) |              |
| 3. | «Undertow» (концертная запись)    |              |
| 4. | «Opiate» (концертная запись)      |              |
| 5. | «Prison Sex» (радио-версия)       |              |

| №  | Название                    | Длительность |
| -- | --------------------------- | ------------ |
| 1. | «Prison Sex» (радио-версия) |              |
| 2. | «Prison Sex»                |              |

## История релизов
| Страна         | Дата | Формат      | Номер в каталоге |
| -------------- | ---- | ----------- | ---------------- |
| Германия       | 1993 | CD          | 74321-19049-2    |
| Великобритания | 1993 | Винил       | 74321-19432-1    |
| Великобритания | 1993 | CD          | 74321-19432-2    |
| Австралия      | 1994 | CD          | 74321-19049-2    |
| Великобритания | 1994 | Промо-винил | TOOL-002         |

## Чарты
| Чарт (1994)                     | Высшая позиция |
| ------------------------------- | -------------- |
| Великобритания (OCC UK Singles) | 81             |
| США (Billboard Mainstream Rock) | 32             |

| Чарт (2019)                                  | Высшая позиция |
| -------------------------------------------- | -------------- |
| США (Billboard Hot Rock & Alternative Songs) | 18             |